# الطائر (قمر اصطناعي)
الطائر أو الطائر 1 قمر اصطناعي ضمن برنامج الفضاء العراقي لتطوير أقمار صناعية تجريبية صغيرة مصممة لإجراء الاتصالات  وتحديد المدى.
بدأ العمل على القمر الاصطناعي العراقي الأول في الثمانينيات وكان من المقرر وضعه في المدار الأرضي المنخفض بمساعدة مركبة آريان 4 أو مركبة العابد عراقية الصنع، ولكن بعد حرب الخليج توقف المشروع بالرغم من اكتمال بناء القمر الاصطناعي.

## تاريخ

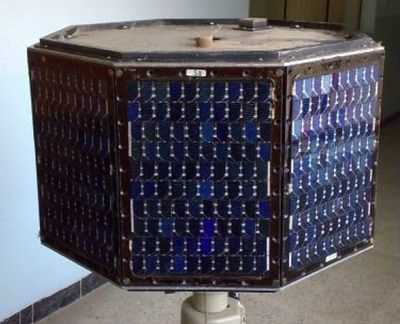

في الثمانينيات، سعى العراق تحت حكم صدام حسين إلى إنتاج قمر اصطناعي خاص به، لكن المعارضة السياسية الأجنبية جعلت هذا الأمر صعبًا، وبالتالي لم يبدأ البحث رسميًا إلا في عام 1988 مع بدء برنامج الفضاء العراقي والذي حاول تطوير صواريخ حاملة للأقمار الاصطناعية أيضًا.
أنشأ مجلس البحث العلمي العراقي خطة لبناء محطة تتبع وتحكم واتصالات خاصة بالأقمار الاصطناعية. وكذلك شرع المجلس بالبدء ببناء قمرين اصطناعيين هما الطائر 1 والطائر 2.
خطط العراقيون لوضع القمر الصناعي على متن صاروخ آريان 4 باستخدام مركبة آريان 44L كخط أساس لإيصال القمر الصناعي إلى مدار أرضي منخفض بارتفاع 350 إلى 400 كيلومتر، من المفترض أن يكون لديه ميل منخفض من أجل زيادة الوقت الذي يقضيه فوق العراق.
توقف البرنامج بعد غزو الكويت وحرب الخليج اللاحقة. لكن استمر العراق في تصميم أنظمة فرعية مثل كاميرات التصوير الرقمي لأنظمة الأقمار الصناعية الأكثر تقدمًا مثل المركبات الفضائية لل استشعار عن بعد من عام 1991 إلى عام 2003.

## خواص القمر الاصطناعي

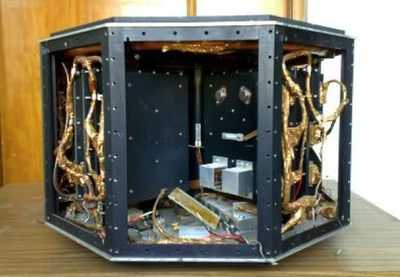

كان القمر الاصطناعي ثماني الأضلاع بارتفاع 47 سم وقطره 74 سم، ويبلغ وزنه الإجمالي 75 كغم.
داخليًا قُسِم إلى أربع أقسام لحماية الإلكترونيات الداخلية من اهتزاز الإطلاق.
كان القمر الصناعي مستقرًا بالدوران ولديه حماية حرارية سلبية فقط، بواسطة طلاء أبيض وأسود. كان القمر الصناعي يعمل بالطاقة الشمسية  وبه سبع بطاريات شمسية وبطارية احتياطية إضافية.
بالنسبة للإلكترونيات، فإن القمر الاصطناعي يحتوي على نظام إدارة بيانات على متنه، ونظام اتصالات تردد لاسلكي يعمل على تشغيل نطاقات ت.ش.أ وت.م.أ التي تنقل بيانات الصوت والقياس و التحكم عن بعد و  نظام التحكم في المواقف.